# Atomoscelis onusta
Atomoscelis onusta är en insektsart som först beskrevs av Franz Xaver Fieber 1861.  Atomoscelis onusta ingår i släktet Atomoscelis och familjen ängsskinnbaggar. Inga underarter finns listade i Catalogue of Life.